# Sixième circonscription d'Ille-et-Vilaine
La sixième circonscription d'Ille-et-Vilaine est l'une des huit circonscriptions législatives françaises que compte le département d'Ille-et-Vilaine situé en région Bretagne.

## La circonscription de 1958 à 1986

### Description géographique
Dans le découpage électoral de 1958, la sixième circonscription d'Ille-et-Vilaine était celle de « Saint-Malo ». Le département comptait alors six circonscriptions.
Elle était composée des cantons suivants :
- Canton de Cancale
- Canton de Châteauneuf-d'Ille-et-Vilaine
- Canton de Combourg
- Canton de Dinard
- Canton de Dol-de-Bretagne
- Canton de Pleine-Fougères
- Canton de Saint-Malo
- Canton de Saint-Servan-sur-Mer
- Canton de Tinténiac.

### Historique des députations
| Législature | Début de mandat | Fin de mandat  | Député          | Parti politique | Observations |
| ----------- | --------------- | -------------- | --------------- | --------------- | --- |
| Ire         | 9 décembre 1958 | 9 octobre 1962 | Georges Coudray | MRP             | Mandat écourté à la suite d'une dissolution parlementaire décidée par Charles de Gaulle. |
| IIe         | 6 décembre 1962 | 2 avril 1967   | Yvon Bourges    | UNR             | Remplacé à partir du 24 mars 1965 par Jean Hamelin (UNR) à la suite de sa nomination au gouvernement. |
| IIIe        | 3 avril 1967    | 30 mai 1968    | Yvon Bourges    | UDR             | Remplacé à partir du 8 mai 1967 par Jean Hamelin (UDR) à la suite de sa nomination au gouvernement. Mandat écourté à la suite d'une dissolution parlementaire décidée par Charles de Gaulle.                                      |
| IVe         | 11 juillet 1968 | 1er avril 1973 | Yvon Bourges    | UDR             | Remplacé à partir du 13 août 1968 par Jean Hamelin (UDR) à la suite de sa nomination au gouvernement. |
| Ve          | 2 avril 1973    | 2 avril 1978   | Yvon Bourges    | UDR             | Remplacé à partir du 2 mars 1975 par Jean Hamelin (UDR) à la suite de sa nomination au gouvernement. |
| VIe         | 3 avril 1978    | 22 mai 1981    | Yvon Bourges    | RPR             | Remplacé à partir du 6 mai 1978 par Jean Hamelin (RPR) à la suite de sa nomination au gouvernement. Mandat écourté à la suite d'une dissolution parlementaire décidée par François Mitterrand.                                    |
| VIIe        | 2 juillet 1981  | 1er avril 1986 | Jean Hamelin    | RPR             | |
| VIIIe       | 2 avril 1986    | 14 mai 1988    | Aucun           | Aucun           | Proportionnelle par département, pas de député par circonscription Proportionnelle par département, pas de député par circonscription. Mandat écourté à la suite d'une dissolution parlementaire décidée par François Mitterrand. |

### Historique des élections

#### Élections de 1958
| Candidat              | Candidat            | Parti          | Premier tour | Premier tour | Second tour | Second tour |  |
| Candidat              | Candidat            | Parti          | Voix         | %            | Voix        | %           |  |
| --------------------- | ------------------- | -------------- | ------------ | ------------ | ----------- | ----------- |  |
|                       | Georges Coudray élu | MRP            | 18 540       | 30,50        | 27 305      | 45,62       |  |
|                       | Guy La Chambre      | CNIP           | 17 979       | 29,57        | 24 125      | 40,31       |  |
|                       | Lucien Mottais      | UNR            | 9 978        | 16,41        | Retrait     | Retrait     |  |
|                       | Emmanuel d'Astier   | PCF            | 7 732        | 12,72        | 8 419       | 14,07       |  |
|                       | Abel Bourgeois      | Radsoc         | 6 550        | 10,77        | Retrait     | Retrait     |  |
|                       | Yves Marchand       | UFF            | 9            | 0,01         |             |             |  |
|                       |                     |                |              |              |             |             |  |
| Inscrits              | Inscrits            | Inscrits       | 78 495       | 100,00       | 78 470      | 100,00      |  |
| Abstentions           | Abstentions         | Abstentions    | 16 490       | 21,01        | 17 379      | 22,15       |  |
| Votants               | Votants             | Votants        | 62 005       | 78,99        | 61 091      | 77,85       |  |
| Blancs et nuls        | Blancs et nuls      | Blancs et nuls | 1 217        | 1,96         | 1 242       | 2,03        |  |
| Exprimés              | Exprimés            | Exprimés       | 60 788       | 98,04        | 59 849      | 97,97       |  |
| Source : Data.gouv.fr |                     |                |              |              |             |             |  |

Le suppléant de Georges Coudray était Lucien Geay, Gouverneur de la France d'Outre-mer.

#### Élections de 1962
| Candidat              | Candidat                | Parti          | Premier tour | Premier tour | Second tour | Second tour |  |
| Candidat              | Candidat                | Parti          | Voix         | %            | Voix        | %           |  |
| --------------------- | ----------------------- | -------------- | ------------ | ------------ | ----------- | ----------- |  |
|                       | Yvon Bourges élu        | UNR-UDT        | 26 101       | 49,22        | 40 447      | 77,25       |  |
|                       | Georges Coudray sortant | MRP            | 15 453       | 29,14        | Retrait     | Retrait     |  |
|                       | Jean Lemaître           | PCF            | 6 545        | 12,34        | 11 908      | 22,74       |  |
|                       | Paul Moulin             | SFIO           | 4 930        | 9,29         | Retrait     | Retrait     |  |
|                       |                         |                |              |              |             |             |  |
| Inscrits              | Inscrits                | Inscrits       | 78 110       | 100,00       | 78 103      | 100,00      |  |
| Abstentions           | Abstentions             | Abstentions    | 23 800       | 30,47        | 22 528      | 28,84       |  |
| Votants               | Votants                 | Votants        | 54 310       | 69,53        | 55 575      | 71,16       |  |
| Blancs et nuls        | Blancs et nuls          | Blancs et nuls | 1 281        | 2,36         | 3 220       | 5,79        |  |
| Exprimés              | Exprimés                | Exprimés       | 53 029       | 97,64        | 52 355      | 94,21       |  |
| Source : Data.gouv.fr |                         |                |              |              |             |             |  |

Le suppléant d'Yvon Bourges était Jean Hamelin, premier adjoint au maire de Dol-de-Bretagne. Jean Hamelin remplaça Yvon Bourges, nommé membre du gouvernement, du 24 mars 1965 au 2 avril 1967.

#### Élections de 1967
|                       | Yvon Bourges sortant réélu | UD-Ve          | 34 576 | 55,45  |  |  |  |
|                       | André Vazel                | CIR (FGDS)     | 10 802 | 17,32  |  |  |  |
|                       | Maurice Guernier           | CD (PDM)       | 9 170  | 14,71  |  |  |  |
|                       | Jean Lemaître              | PCF            | 7 802  | 12,51  |  |  |  |
|                       |                            |                |        |        |  |  |  |
| Inscrits              | Inscrits                   | Inscrits       | 75 542 | 100,00 |  |  |  |
| Abstentions           | Abstentions                | Abstentions    | 11 839 | 15,67  |  |  |  |
| Votants               | Votants                    | Votants        | 63 703 | 84,33  |  |  |  |
| Blancs et nuls        | Blancs et nuls             | Blancs et nuls | 1 353  | 2,12   |  |  |  |
| Exprimés              | Exprimés                   | Exprimés       | 62 350 | 97,88  |  |  |  |
| Source : Data.gouv.fr |                            |                |        |        |  |  |  |

Le suppléant d'Yvon Bourges était Jean Hamelin, Premier adjoint au maire de Dol-de-Bretagne. Jean Hamelin remplaça Yvon Bourges, nommé membre du gouvernement, du 8 mai 1967 au 30 mai 1968.

#### Élections de 1968
|                       | Yvon Bourges sortant réélu | UDR (URP)      | 34 097 | 53,49  |  |  |  |
|                       | Marcel Planchet            | CD (PDM)       | 22 942 | 35,99  |  |  |  |
|                       | Jean Lemaître              | PCF            | 6 702  | 10,51  |  |  |  |
|                       |                            |                |        |        |  |  |  |
| Inscrits              | Inscrits                   | Inscrits       | 77 539 | 100,00 |  |  |  |
| Abstentions           | Abstentions                | Abstentions    | 12 574 | 16,22  |  |  |  |
| Votants               | Votants                    | Votants        | 64 965 | 83,78  |  |  |  |
| Blancs et nuls        | Blancs et nuls             | Blancs et nuls | 1 224  | 1,88   |  |  |  |
| Exprimés              | Exprimés                   | Exprimés       | 63 741 | 98,12  |  |  |  |
| Source : Data.gouv.fr |                            |                |        |        |  |  |  |

Le suppléant d'Yvon Bourges était Jean Hamelin. Jean Hamelin remplaça Yvon Bourges, nommé membre du gouvernement, du 13 août 1968 au 1er avril 1973.

#### Élections de 1973
|                       | Yvon Bourges sortant réélu | UDR (URP)      | 33 116 | 51,06  |  |  |  |
|                       | Alain Roman                | PS (UGSD)      | 12 378 | 19,08  |  |  |  |
|                       | Bruno Baron-Renault        | MR             | 8 842  | 13,63  |  |  |  |
|                       | Jean Lemaître              | PCF            | 8 841  | 13,63  |  |  |  |
|                       | Annaig Roy                 | SAV            | 1 674  | 2,58   |  |  |  |
|                       |                            |                |        |        |  |  |  |
| Inscrits              | Inscrits                   | Inscrits       | 80 837 | 100,00 |  |  |  |
| Abstentions           | Abstentions                | Abstentions    | 14 659 | 18,13  |  |  |  |
| Votants               | Votants                    | Votants        | 66 178 | 81,87  |  |  |  |
| Blancs et nuls        | Blancs et nuls             | Blancs et nuls | 1 327  | 2,01   |  |  |  |
| Exprimés              | Exprimés                   | Exprimés       | 64 851 | 97,99  |  |  |  |
| Source : Data.gouv.fr |                            |                |        |        |  |  |  |

Le suppléant d'Yvon Bourges était Jean Hamelin. Jean Hamelin remplaça Yvon Bourges, nommé membre du gouvernement, du 1er mai 1975 au 2 avril 1978.

#### Élections de 1978
|                | Yvon Bourges sortant réélu | RPR            | 38 959 | 51,64  |  |  |  |
|                | Louis Chopier              | PS             | 19 636 | 26,02  |  |  |  |
|                | Jean Lemaître              | PCF            | 7 921  | 10,50  |  |  |  |
|                | Louis-René Richecoeur      | UDF (PSD)      | 2 877  | 3,81   |  |  |  |
|                | Bruno Baron-Renault        | MRG            | 1 443  | 1,91   |  |  |  |
|                | Véronique Rivière          | LO             | 1 399  | 1,85   |  |  |  |
|                | Jean Montfort              | Régionaliste   | 1 325  | 1,75   |  |  |  |
|                | Henri Gourmelen            | UDB            | 839    | 1,11   |  |  |  |
|                | Yves Duprès                | PFN            | 752    | 0,99   |  |  |  |
|                | Jean-Baptiste Riou         | Sans étiquette | 294    | 0,39   |  |  |  |
|                |                            |                |        |        |  |  |  |
| Inscrits       | Inscrits                   | Inscrits       | 91 298 | 100,00 |  |  |  |
| Abstentions    | Abstentions                | Abstentions    | 14 339 | 15,71  |  |  |  |
| Votants        | Votants                    | Votants        | 76 959 | 84,29  |  |  |  |
| Blancs et nuls | Blancs et nuls             | Blancs et nuls | 1 514  | 1,97   |  |  |  |
| Exprimés       | Exprimés                   | Exprimés       | 75 445 | 98,03  |  |  |  |

Le suppléant d'Yvon Bourges était Jean Hamelin. Jean Hamelin remplaça Yvon Bourges, nommé membre du gouvernement, du 6 mai 1978 au 22 mai 1981.
Yvon Bourges est élu sénateur en 1980.

#### Élections de 1981
| Candidat       | Candidat                   | Parti          | Premier tour | Premier tour | Second tour | Second tour |  |
| Candidat       | Candidat                   | Parti          | Voix         | %            | Voix        | %           |  |
| -------------- | -------------------------- | -------------- | ------------ | ------------ | ----------- | ----------- |  |
|                | Jean Hamelin sortant réélu | RPR (UNM)      | 34 030       | 49,89        | 37 930      | 51,80       |  |
|                | Louis Chopier              | PS             | 27 228       | 39,91        | 35 293      | 48,20       |  |
|                | René Busnel                | PCF            | 3 890        | 5,70         |             |             |  |
|                | Yves Debove                | MÉP            | 2 058        | 3,01         |             |             |  |
|                | Henri Gourmelen            | UDB            | 1 009        | 1,48         |             |             |  |
|                |                            |                |              |              |             |             |  |
| Inscrits       | Inscrits                   | Inscrits       | 94 262       | 100,00       | 94 261      | 100,00      |  |
| Abstentions    | Abstentions                | Abstentions    | 25 112       | 26,64        | 19 928      | 21,14       |  |
| Votants        | Votants                    | Votants        | 69 150       | 73,36        | 74 333      | 78,86       |  |
| Blancs et nuls | Blancs et nuls             | Blancs et nuls | 935          | 1,35         | 1 110       | 1,49        |  |
| Exprimés       | Exprimés                   | Exprimés       | 68 215       | 98,65        | 73 223      | 98,51       |  |

Le suppléant de Jean Hamelin était Robert Desnos, commerçant, conseiller général UDF du canton de Saint-Malo-Sud.

## La circonscription de 1986 à 2010

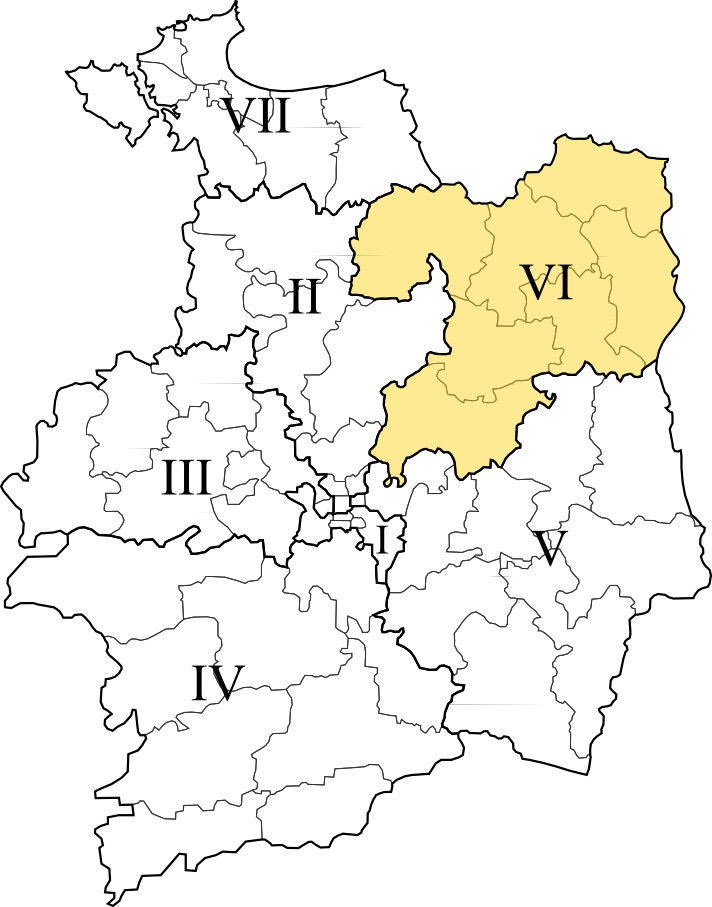
Localisation de la sixième circonscription d'Ille-et-Vilaine de 1986 à 2010

### Description géographique et démographique
Dans le découpage électoral de la loi no 86-1197 du 24 novembre 1986
, la circonscription regroupe les cantons suivants : 
- Canton d'Antrain
- Canton de Fougères-Nord
- Canton de Fougères-Sud
- Canton de Liffré
- Canton de Louvigné-du-Désert
- Canton de Saint-Aubin-du-Cormier
- Canton de Saint-Brice-en-Coglès

D'après le recensement général de la population en 1999, réalisé par l'Institut national de la statistique et des études économiques (INSEE), la population totale de cette circonscription est estimée à 97 754 habitants.
- Avant le découpage de 1986, la circonscription de « Fougères » était la cinquième circonscription d'Ille-et-Vilaine.

### Historique des députations
| Législature | Début de mandat | Fin de mandat  | Député                  | Parti politique                   | Observations                                                                                                |
| ----------- | --------------- | -------------- | ----------------------- | --------------------------------- | --- |
| IXe         | 23 juin 1988    | 1er avril 1993 | Michel Cointat          | RPR                               | |
| Xe          | 2 avril 1993    | 21 avril 1997  | Marie-Thérèse Boisseau, | UDF-CDS diss.,                    | Mandat écourté à la suite d'une dissolution parlementaire décidée par Jacques Chirac.                       |
| XIe         | 12 juin 1997    | 18 juin 2002   | Marie-Thérèse Boisseau, | UDF,                              | |
| XIIe        | 19 juin 2002    | 19 juin 2007   | Marie-Thérèse Boisseau, | UMP,                              | Remplacée à partir du 19 juillet 2002 par Daniel Prévost (UMP) à la suite de sa nomination au gouvernement. |
| XIIIe       | 20 juin 2007    | 19 juin 2012   | Thierry Benoit          | UDF-MoDem puis Alliance centriste | |

### Historique des élections

#### Élections de 1986
Résultats dans la circonscription (découpage 1988) de l'élection proportionnelle départementale.
|            | Pierre Méhaignerie | UDF (CDS - PR) | 18 340 | 35,42  |  |  |  |  |
|            | Edmond Hervé       | PS             | 15 944 | 30,79  |  |  |  |  |
|            | Michel Cointat     | RPR            | 12 549 | 24,23  |  |  |  |  |
|            | Jean Clerc         | FN             | 1 781  | 3,43   |  |  |  |  |
|            | Christian Benoist  | PCF            | 1 425  | 2,75   |  |  |  |  |
|            | Raymond Madec      | LO             | 738    | 1,42   |  |  |  |  |
|            | Louis Chopier      | DVG            | 390    | 0,75   |  |  |  |  |
|            | Gilles Roux        | I86            | 209    | 0,40   |  |  |  |  |
|            | Pierre Priet       | MPPT           | 208    | 0,40   |  |  |  |  |
|            | Arlette Tardif     | MRG            | 194    | 0,37   |  |  |  |  |
|            |                    |                |        |        |  |  |  |  |
| Inscrits   | Inscrits           | Inscrits       | 67 340 | 100,00 |  |  |  |  |
| Abstention | Abstention         | Abstention     | 12 335 | 18,32  |  |  |  |  |
| Votants    | Votants            | Votants        | 55 005 | 81,68  |  |  |  |  |
| Exprimés   | Exprimés           | Exprimés       | 51 778 | 76,89  |  |  |  |  |

#### Élections législatives de 1988
|                | Michel Cointat sortant réélu | RPR (URC)      | 24 263 | 51,75  |  |  |  |
|                | Clément Théaudin sortant     | PS             | 19 081 | 40,70  |  |  |  |
|                | Jean Lanoé                   | FN             | 1 793  | 3,82   |  |  |  |
|                | Jean-Claude Guillerm         | PCF            | 1 739  | 3,70   |  |  |  |
|                |                              |                |        |        |  |  |  |
| Inscrits       | Inscrits                     | Inscrits       | 68 248 | 100,00 |  |  |  |
| Abstentions    | Abstentions                  | Abstentions    | 20 110 | 29,47  |  |  |  |
| Votants        | Votants                      | Votants        | 48 138 | 70,53  |  |  |  |
| Blancs et nuls | Blancs et nuls               | Blancs et nuls | 1 262  | 2,62   |  |  |  |
| Exprimés       | Exprimés                     | Exprimés       | 46 876 | 97,38  |  |  |  |

La suppléante de Michel Cointat était Marie-Thérèse Boisseau, UDF, députée sortante (1986-1988).

#### Élections législatives de 1993
| Candidat                      | Candidat                    | Parti                 | Premier tour | Premier tour | Second tour | Second tour |  |
| Candidat                      | Candidat                    | Parti                 | Voix         | %            | Voix        | %           |  |
| ----------------------------- | --------------------------- | --------------------- | ------------ | ------------ | ----------- | ----------- |  |
|                               | Marie-Thérèse Boisseau élue | diss. UDF             | 15 380       | 32,41        | 27 471      | 59,40       |  |
|                               | Michel Cointat sortant      | RPR (UPF)             | 11 964       | 25,21        | Retrait     | Retrait     |  |
|                               | Louis Feuvrier              | MDR (ADFP)            | 9 327        | 19,66        | 18 778      | 40,60       |  |
|                               | Maurice Langlois            | Les Verts (EÉ)        | 4 686        | 9,87         |             |             |  |
|                               | Paulette Vincent            | FN                    | 2 526        | 5,32         |             |             |  |
|                               | Jean-Claude Guillerm        | PCF                   | 1 882        | 3,96         |             |             |  |
|                               | Sophie Ronget               | LT-LNÉ                | 1 011        | 2,13         |             |             |  |
|                               | Jacques Guérin              | PLN                   | 404          | 0,85         |             |             |  |
|                               | Antoine Josoa               | Divers droite         | 186          | 0,39         |             |             |  |
|                               | Christian Georgeault        | Régionaliste (Emgann) | 75           | 0,15         |             |             |  |
|                               |                             |                       |              |              |             |             |  |
| Inscrits                      | Inscrits                    | Inscrits              | 70 219       | 100,00       | 70 209      | 100,00      |  |
| Abstentions                   | Abstentions                 | Abstentions           | 19 269       | 27,44        | 20 465      | 29,15       |  |
| Votants                       | Votants                     | Votants               | 50 950       | 72,56        | 49 744      | 70,85       |  |
| Blancs et nuls                | Blancs et nuls              | Blancs et nuls        | 3 509        | 6,89         | 3 495       | 7,03        |  |
| Exprimés                      | Exprimés                    | Exprimés              | 47 441       | 93,11        | 46 249      | 92,97       |  |
| Source : Data.gouv et CEVIPOF |                             |                       |              |              |             |             |  |

Le suppléant de Marie-Thérèse Boisseau était Francis Havard, adjoint au maire de La Bouëxière et conseiller général du canton de Liffré.

#### Élections de 1997
| Candidat                     | Candidat                               | Parti             | Premier tour | Premier tour | Second tour | Second tour |  |
| Candidat                     | Candidat                               | Parti             | Voix         | %            | Voix        | %           |  |
| ---------------------------- | -------------------------------------- | ----------------- | ------------ | ------------ | ----------- | ----------- |  |
|                              | Marie-Thérèse Boisseau sortante réélue | UDF (FD)          | 20 134       | 43,28        | 26 791      | 55,79       |  |
|                              | Clément Théaudin                       | PS                | 13 008       | 27,96        | 21 230      | 44,21       |  |
|                              | Gérard Christian Ressort               | FN                | 3 261        | 7,01         |             |             |  |
|                              | Jean-Claude Guillerm                   | PCF               | 2 579        | 5,54         |             |             |  |
|                              | Maurice Langlois                       | Les Verts         | 2 243        | 4,82         |             |             |  |
|                              | Nicole Hébert                          | MPF (LDI)         | 1 383        | 2,97         |             |             |  |
|                              | Daniel Mérienne                        | GÉ                | 1 019        | 2,19         |             |             |  |
|                              | Xavier Taheulle                        | Divers gauche     | 917          | 1,97         |             |             |  |
|                              | Christian Delarue                      | LCR               | 773          | 1,66         |             |             |  |
|                              | Jean Lecourt                           | Divers écologiste | 676          | 1,45         |             |             |  |
|                              | Christian Grégoire                     | MDR               | 403          | 0,87         |             |             |  |
|                              | Gérard Thia-Kime                       | PLN               | 107          | 0,23         |             |             |  |
|                              | François Baudoin                       | Divers            | 21           | 0,05         |             |             |  |
|                              |                                        |                   |              |              |             |             |  |
| Inscrits                     | Inscrits                               | Inscrits          | 70 718       | 100,00       | 70 715      | 100,00      |  |
| Abstentions                  | Abstentions                            | Abstentions       | 20 696       | 29,27        | 19 680      | 27,83       |  |
| Votants                      | Votants                                | Votants           | 50 022       | 70,73        | 51 035      | 72,17       |  |
| Blancs et nuls               | Blancs et nuls                         | Blancs et nuls    | 3 498        | 6,99         | 3 014       | 5,91        |  |
| Exprimés                     | Exprimés                               | Exprimés          | 46 524       | 93,01        | 48 021      | 94,09       |  |
| Source : Assemblée nationale |                                        |                   |              |              |             |             |  |

Le suppléant de Marie-Thérèse Boisseau était Francis Havard.

#### Élections de 2002
| Candidat       | Candidat                               | Parti          | Premier tour | Premier tour | Second tour | Second tour |  |
| Candidat       | Candidat                               | Parti          | Voix         | %            | Voix        | %           |  |
| -------------- | -------------------------------------- | -------------- | ------------ | ------------ | ----------- | ----------- |  |
|                | Marie-Thérèse Boisseau sortante réélue | UMP            | 24 060       | 49,93        | 27 422      | 64,10       |  |
|                | Marie-Pierre Rouger                    | Les Verts (PS) | 8 436        | 17,51        | 15 355      | 35,90       |  |
|                | Jean Taillandier                       | PRG            | 5 284        | 10,97        |             |             |  |
|                | Patricia Beaudelot                     | FN             | 2 571        | 5,34         |             |             |  |
|                | Pierre Renault                         | Divers droite  | 2 495        | 5,18         |             |             |  |
|                | Françoise Dubu                         | LCR            | 1 322        | 2,74         |             |             |  |
|                | Françoise Payen                        | PCF            | 1 182        | 2,45         |             |             |  |
|                | Dominique Guillard                     | LO             | 802          | 1,66         |             |             |  |
|                | Jean-Loup Le Cuff                      | UDB            | 707          | 1,47         |             |             |  |
|                | Franck Pichot                          | ND             | 484          | 1,00         |             |             |  |
|                | Jean Morvan                            | GÉ             | 447          | 0,93         |             |             |  |
|                | Pierre Janton                          | MNR            | 395          | 0,82         |             |             |  |
|                |                                        |                |              |              |             |             |  |
| Inscrits       | Inscrits                               | Inscrits       | 74 105       | 100,00       | 74 119      | 100,00      |  |
| Abstentions    | Abstentions                            | Abstentions    | 24 575       | 33,16        | 29 709      | 40,08       |  |
| Votants        | Votants                                | Votants        | 49 530       | 66,84        | 44 410      | 59,92       |  |
| Blancs et nuls | Blancs et nuls                         | Blancs et nuls | 1 345        | 2,72         | 1 633       | 3,68        |  |
| Exprimés       | Exprimés                               | Exprimés       | 48 185       | 97,28        | 42 777      | 96,32       |  |

Marie-Thérèse Boisseau devient secrétaire d'État aux Handicapés le 17 juin 2002 et son suppléant Daniel Prévost (UMP), conseiller général du canton d'Antrain, maire de Bazouges-la-Pérouse, la remplace comme député. Lorsque Mme Boisseau quitte le gouvernement en mars 2004, son ex-suppléant refuse de démissionner et conserve le siège jusqu'à la fin de la XIIe législature en juin 2007, réalisant un mandat presque complet.

#### Élections de 2007
| Candidat                          | Candidat                        | Parti                  | Premier tour | Premier tour | Second tour | Second tour |  |
| Candidat                          | Candidat                        | Parti                  | Voix         | %            | Voix        | %           |  |
| --------------------------------- | ------------------------------- | ---------------------- | ------------ | ------------ | ----------- | ----------- |  |
|                                   | Marie-Thérèse Boisseau sortante | UMP                    | 17 915       | 37,25        | 17 553      | 44,91       |  |
|                                   | Thierry Benoit élu              | UDF–MoDem              | 9 720        | 20,21        | 21 534      | 55,09       |  |
|                                   | Marie-Pierre Rouger             | Les Verts              | 9 100        | 18,92        |             |             |  |
|                                   | Jean Taillandier                | PRG                    | 4 531        | 9,42         |             |             |  |
|                                   | Françoise Dubu                  | Extrême gauche (LCR)   | 1 669        | 3,47         |             |             |  |
|                                   | Maudez Le Berre                 | PCF                    | 1 315        | 2,73         |             |             |  |
|                                   | Dominique Drouin                | FN                     | 1 044        | 2,17         |             |             |  |
|                                   | Jean Morvan                     | Divers écologiste (GÉ) | 822          | 1,71         |             |             |  |
|                                   | Thierry Derollez                | Divers droite (DLR)    | 568          | 1,18         |             |             |  |
|                                   | Dominique Guillard              | Extrême gauche (LO)    | 511          | 1,06         |             |             |  |
|                                   | Isabelle Le Pimpec              | Divers (LFA)           | 473          | 0,98         |             |             |  |
|                                   | Marie-Liesse Vilain             | MPF                    | 424          | 0,88         |             |             |  |
|                                   |                                 |                        |              |              |             |             |  |
| Inscrits                          | Inscrits                        | Inscrits               | 77 986       | 100,00       | 77 986      | 100,00      |  |
| Abstentions                       | Abstentions                     | Abstentions            | 28 573       | 36,64        | 33 968      | 43,56       |  |
| Votants                           | Votants                         | Votants                | 49 413       | 63,36        | 44 018      | 56,44       |  |
| Blancs et nuls                    | Blancs et nuls                  | Blancs et nuls         | 1 321        | 2,67         | 4 931       | 11,2        |  |
| Exprimés                          | Exprimés                        | Exprimés               | 48 092       | 97,33        | 39 087      | 88,8        |  |
| Source : Ministère de l'Intérieur |                                 |                        |              |              |             |             |  |

Le suppléant de Thierry Benoit était Joseph Érard, agriculteur, maire de Saint-Georges-de-Chesné.

## La circonscription depuis 2010

Localisation de la circonscription dans le département depuis 2010.

### Description géographique
À la suite du redécoupage des circonscriptions législatives françaises de 2010, induit par l'ordonnance no 2009-935 du 29 juillet 2009, ratifiée par le Parlement français le 21 janvier 2010, la sixième circonscription d'Ille-et-Vilaine regroupe les divisions administratives suivantes :
- Canton d'Antrain
- Canton de Fougères-Nord
- Canton de Fougères-Sud
- Canton de Louvigné-du-Désert
- Canton de Pleine-Fougères
- Canton de Saint-Aubin-d'Aubigné
- Canton de Saint-Aubin-du-Cormier
- Canton de Saint-Brice-en-Coglès

### Historique des députations
| Législature | Début de mandat | Fin de mandat | Député         | Parti politique | Observations                                                                           |
| ----------- | --------------- | ------------- | -------------- | --------------- | -------------------------------------------------------------------------------------- |
| XIVe        | 20 juin 2012    | 20 juin 2017  | Thierry Benoit | AC              |                                                                                        |
| XVe         | 21 juin 2017    | 21 juin 2022  | Thierry Benoit | UDI             |                                                                                        |
| XVIe        | 22 juin 2022    | 9 juin 2024   | Thierry Benoit | Horizons        | Mandat écourté à la suite d'une dissolution parlementaire décidée par Emmanuel Macron. |
| XVIIe       | 8 juillet 2024  | En cours      | Thierry Benoit | Horizons        |                                                                                        |

### Historique des élections

#### Élections de 2012
| Candidat       | Candidat                     | Parti                    | Premier tour | Premier tour | Second tour | Second tour |  |
| Candidat       | Candidat                     | Parti                    | Voix         | %            | Voix        | %           |  |
| -------------- | ---------------------------- | ------------------------ | ------------ | ------------ | ----------- | ----------- |  |
|                | Thierry Benoit sortant réélu | AC (NC, UMP)             | 20 522       | 40,33        | 25 850      | 51,17       |  |
|                | Louis Feuvrier               | diss. PS                 | 15 757       | 30,97        | 24 669      | 48,83       |  |
|                | Agathe Remoué                | EÉLV (PS, UDB)           | 6 733        | 13,23        |             |             |  |
|                | Élisabeth Drouin             | FN (RBM)                 | 4 606        | 9,05         |             |             |  |
|                | Jean-François Garnier        | PCF (FG) (Divers gauche) | 1 759        | 3,46         |             |             |  |
|                | Françoise Dubu               | NPA                      | 572          | 1,12         |             |             |  |
|                | Thierry Derollez             | DLR                      | 530          | 1,04         |             |             |  |
|                | Ludovic Hubert               | LO                       | 314          | 0,62         |             |             |  |
|                | Jacques Dehergne             | Divers                   | 92           | 0,18         |             |             |  |
|                |                              |                          |              |              |             |             |  |
| Inscrits       | Inscrits                     | Inscrits                 | 85 292       | 100,00       | 85 286      | 100,00      |  |
| Abstentions    | Abstentions                  | Abstentions              | 33 253       | 38,99        | 32 966      | 38,65       |  |
| Votants        | Votants                      | Votants                  | 52 039       | 61,01        | 52 320      | 61,35       |  |
| Blancs et nuls | Blancs et nuls               | Blancs et nuls           | 1 154        | 2,22         | 1 801       | 3,44        |  |
| Exprimés       | Exprimés                     | Exprimés                 | 50 885       | 97,78        | 50 519      | 96,56       |  |

Le suppléant de Thierry Benoit était Joseph Érard.

#### Élections de 2017
Les élections législatives françaises de 2017 ont eu lieu les dimanches 11 et 18 juin 2017.
|                                                                               | |                           |                           |                          |                          |
|                                                                               | | Premier tour 11 juin 2017 | Premier tour 11 juin 2017 | Second tour 18 juin 2017 | Second tour 18 juin 2017 |
|                                                                               | |                           |                           |                          |                          |
|                                                                               | | Nombre                    | % des inscrits            | Nombre                   | % des inscrits           |
| Inscrits                                                                      | Inscrits | 86 949                    | 100,00                    | 86 949                   | 100,00                   |
| Abstentions                                                                   | Abstentions | 39 157                    | 45,03                     | 44 531                   | 51,22                    |
| Votants                                                                       | Votants | 47 792                    | 54,97                     | 42 418                   | 48,78                    |
|                                                                               | |                           | % des votants             |                          | % des votants            |
| Bulletins blancs                                                              | Bulletins blancs | 668                       | 1,40                      | 2 372                    | 5,59                     |
| Bulletins nuls                                                                | Bulletins nuls | 315                       | 0,66                      | 1 024                    | 2,41                     |
| Suffrages exprimés                                                            | Suffrages exprimés | 46 809                    | 97,94                     | 39 022                   | 91,99                    |
|                                                                               | |                           |                           |                          |                          |
| Candidat Étiquette politique (partis et alliances)                            | Candidat Étiquette politique (partis et alliances)                                                                                        | Voix                      | % des exprimés            | Voix                     | % des exprimés           |
|                                                                               | |                           |                           |                          |                          |
|                                                                               | Thierry Benoit (député sortant) Union des démocrates et indépendants (Les Républicains)                                                   | 16 048                    | 34,28                     | 22 581                   | 57,87                    |
|                                                                               | Nolwenn Vahé La République en marche | 15 305                    | 32,70                     | 16 441                   | 42,13                    |
|                                                                               | Gilles Pennelle Front national | 5 303                     | 11,33                     |                          |                          |
|                                                                               | Hélène Mocquard La France insoumise | 4 701                     | 10,04                     |                          |                          |
|                                                                               | Benoît Montabone Parti communiste français (Europe Écologie Les Verts)                                                                    | 3 525                     | 7,53                      |                          |                          |
|                                                                               | Sylvie Galode Écologiste (Mouvement 100 % - Parti breton - Parti fédéraliste européen - En avant Bretagne -Alliance fédéraliste bretonne) | 587                       | 1,25                      |                          |                          |
|                                                                               | Marie-Élyse Dugué Régionaliste (Oui la Bretagne - Union démocratique bretonne)                                                            | 392                       | 0,84                      |                          |                          |
|                                                                               | Régis Douard Lutte ouvrière | 388                       | 0,83                      |                          |                          |
|                                                                               | Élisabeth de Brye Divers droite (Parti chrétien-démocrate)                                                                                | 317                       | 0,68                      |                          |                          |
|                                                                               | Janek Decoopman Divers (Union populaire républicaine)                                                                                     | 243                       | 0,52                      |                          |                          |
|                                                                               | Marie-Pierre Vedrenne Divers (La République en marche diss.)                                                                              | 0                         | 0,00                      |                          |                          |
| Source : Ministère de l'Intérieur - Sixième circonscription d'Ille-et-Vilaine | |                           |                           |                          |                          |

Le suppléant de Thierry Benoit était Pascal Dewasmes, infirmier libéral, maire de Vieux-Vy-sur-Couesnon.

#### Élections de 2022
Les élections législatives françaises de 2022 ont lieu les dimanches 12 et 19 juin 2022.
| Résultats des élections législatives des 12 et 19 juin 2022 de la 6e circonscription d'Ille-et-Vilaine |                          |                          |              |              |             |             |
| Candidat                                                                                               | Candidat                 | Parti et coalition       | Premier tour | Premier tour | Second tour | Second tour |
| Candidat                                                                                               | Candidat                 | Parti et coalition       | Voix         | %            | Voix        | %           |
| | Thierry Benoit           | HOR (ENS)                | 21 513       | 46,88        | 26 431      | 61,69       |
| | Hélène Mocquard,         | LFI (NUPES)              | 11 762       | 25,63        | 16 413      | 38,31       |
| | Gilles Pennelle          | RN                       | 7 618        | 16,60        |             |             |
| | Tangi Marion             | LR (UDC)                 | 1 825        | 3,98         |             |             |
| | Émilie Béchadergue       | REC                      | 966          | 2,10         |             |             |
| | Ludovic Hubert           | LO                       | 523          | 1,14         |             |             |
| | Adrien Aubrée            | PA                       | 500          | 1,09         |             |             |
| | Dominique André          | DLF (UPF)                | 486          | 1,06         |             |             |
| | Nolwenn Floc’h           | PP                       | 371          | 0,81         |             |             |
| | Maricela Murgeanu        | PB                       | 328          | 0,71         |             |             |
| Votes valides                                                                                          | Votes valides            | Votes valides            | 45 892       | 97,61        | 42 844      | 94.02       |
| Votes blancs                                                                                           | Votes blancs             | Votes blancs             | 791          | 1,68         | 1842        | 4.04        |
| Votes nuls                                                                                             | Votes nuls               | Votes nuls               | 335          | 0,71         | 885         | 1.94        |
| Total                                                                                                  | Total                    | Total                    | 47 018       | 100          | 45 571      | 100         |
| Abstention                                                                                             | Abstention               | Abstention               | 43 256       | 47,92        | 44 721      | 49.53       |
| Inscrits / participation                                                                               | Inscrits / participation | Inscrits / participation | 90 274       | 52,08        | 90 292      | 50.47       |

Le suppléant de Thierry Benoit était Pascal Dewasmes.

#### Élections de 2024
| Candidat                 | Candidat                 | Parti et coalition       | Nuance                   | Premier tour | Premier tour | Second tour | Second tour |
| Candidat                 | Candidat                 | Parti et coalition       | Nuance                   | Voix         | %            | Voix        | %           |
| ------------------------ | ------------------------ | ------------------------ | ------------------------ | ------------ | ------------ | ----------- | ----------- |
|                          | Thierry Benoît           | HOR (ENS)                | ENS                      | 26 968       | 41,81        | 40 987      | 66,50       |
|                          | Tangi Marion             | RN                       | RN                       | 19 960       | 30,94        | 20 652      | 33,50       |
|                          | Elsa Lafaye              | PCF (NFP)                | UG                       | 16 209       | 25,13        | Retrait     | Retrait     |
|                          | Ludovic Hubert           | LO                       | EXG                      | 839          | 1,30         |             |             |
|                          | Pascal Thévenet          | RES                      | DVC                      | 402          | 0,62         |             |             |
|                          | Gilliatt de Staërck      | PRCF                     | EXG                      | 131          | 0,20         |             |             |
|                          |                          |                          |                          |              |              |             |             |
| Votes valides            | Votes valides            | Votes valides            | Votes valides            | 64 509       | 97,47        | 61 639      | 95,29       |
| Votes blancs             | Votes blancs             | Votes blancs             | Votes blancs             | 1 141        | 1,72         | 2 162       | 3,34        |
| Votes nuls               | Votes nuls               | Votes nuls               | Votes nuls               | 536          | 0,81         | 888         | 1,37        |
| Total                    | Total                    | Total                    | Total                    | 66 186       | 100          | 64 689      | 100         |
| Abstention               | Abstention               | Abstention               | Abstention               | 24 462       | 26,99        | 25 971      | 28,65       |
| Inscrits / participation | Inscrits / participation | Inscrits / participation | Inscrits / participation | 90 648       | 71,16        | 90 660      | 71,35       |